# Athrixia subsimplex
Athrixia subsimplex là một loài thực vật có hoa trong họ Cúc. Loài này được Brenan mô tả khoa học đầu tiên năm 1954.